# Red Hot Chili Peppers diskografi
Red Hot Chili Peppers diskografi omfattar bland annat elva studioalbum.

## Diskografi

### Studioalbum
| År   | Titel                      | Listplaceringar | Listplaceringar | Listplaceringar | Listplaceringar | Listplaceringar | Information               |
| År   | Titel                      | SWE             | NOR             | GER             | UK              | US              | Information               |
| ---- | -------------------------- | --------------- | --------------- | --------------- | --------------- | --------------- | ------------------------- |
| 1984 | The Red Hot Chili Peppers  | —               | —               | —               | —               | —               | Släppt: 10 augusti 1984   |
| 1985 | Freaky Styley              | —               | —               | —               | —               | —               | Släppt: 16 augusti 1985   |
| 1987 | The Uplift Mofo Party Plan | —               | —               | —               | —               | 148 (18 veckor) | Släppt: 29 september 1987 |
| 1989 | Mother's Milk              | —               | —               | —               | —               | 52 (42 veckor)  | Släppt: 22 augusti 1989   |
| 1991 | Blood Sugar Sex Magik      | 26 (35 veckor)  | 5 (32 veckor)   | 12 (48 veckor)  | 25 (121 veckor) | 3 (97 veckor)   | Släppt: 23 september 1991 |
| 1995 | One Hot Minute             | 1 (21 veckor)   | 2 (9 veckor)    | 3 (20 veckor)   | 2 (16 veckor)   | 4 (46 veckor)   | Släppt: 12 september 1995 |
| 1999 | Californication            | 1 (71 veckor)   | 1 (70 veckor)   | 2 (112 veckor)  | 5 (169 veckor)  | 3 (101 veckor)  | Släppt: 8 juni 1999       |
| 2002 | By the Way                 | 1 (27 veckor)   | 1 (18 veckor)   | 1 (52 veckor)   | 1 (84 veckor)   | 2 (60 veckor)   | Släppt: 9 juli 2002       |
| 2006 | Stadium Arcadium           | 1 (41 veckor)   | 1 (19 veckor)   | 1 (70 veckor)   | 1 (44 veckor)   | 1 (66 veckor)   | Släppt: 5 maj 2006        |
| 2011 | I'm with You               | 1 (11 veckor)   | 4 (8 veckor)    | 1 (22 veckor)   | 1 (18 veckor)   | 2 (27 veckor)   | Släppt: 30 augusti 2011   |
| 2016 | The Getaway                | 4 (9 veckor)    | 4 (4 veckor)    | 2 (24 veckor)   | 2 (22 veckor)   | 2 (37 veckor)   | Släppt: 17 juni 2016      |

### Livealbum
- Live in Hyde Park (2004)
- Cardiff, Wales: 6/23/04 (2015)

### Samlingsalbum
- Sock-Cess (1989)
- What Hits!? (1992)
- Live Rare Remix Box (1994)
- The Plasma Shaft (1994)
- Out in L.A. (1994)
- The Best of the Red Hot Chili Peppers (1994)
- Under the Covers: Essential Red Hot Chili Peppers (1998)
- Greatest Hits (2003)
- 10 Great Songs (2009)
- Road Trippin' Through Time (2011)
- I'm Beside You (2013)

### EP-skivor
- The Abbey Road E.P. (1988)
- 2011 Live EP (2012)
- Rock & Roll Hall of Fame Covers EP (2012)
- 2012-13 Live EP (2014)
- Live In Paris EP (2016)

### Videoalbum
- Psychedelic Sexfunk Live from Heaven – Live (1990)
- Positive Mental Octopus – Musikvideos (1990)
- Funky Monks – Making of Blood Sugar Sex Magik (UK: ) (1991)
- What Hits!? – Musikvideos (1992)
- Off the Map – Live (UK: ) (2001)
- By the Way – Musikvideo Single (2002)
- Greatest Videos – Musikvideos (UK: ) (2003)
- Live at Slane Castle – Live (UK: ) (2003)
- Stadium Arcadium – Limited Edition mit Bonus-DVD (2006)